# Запис Добросављевића храст (Дражмировац)
Запис Добросављевића храст (Дражмировац) се налази на парцели чији је власник Добросављевић Животије.

## Локација
| Општина             | Јагодина                                                                    |
| Катастарска општина | Дражмировац                                                                 |
| Потес               | Стране                                                                      |
| Координате          | 44° 03′ 13″ С; 21° 21′ 34″ И / 44.053600000000003° С; 21.359400000000001° И |
| Надморска висина    | 240m                                                                        |

## Карактеристике
Дендрометријске вредности утврђене на терену и сателитским снимцима:
| Стабло                     | Храст |
| Висина стабла              | m     |
| Обим дебла                 | m     |
| Пречник крошње             | 26m   |
| Пречник дебла              | m     |
| Висина дебла до прве гране | m     |

## База записа
Запис је у оквиру Викимедија пројекта "Запис - Свето дрво" заведен под редним бројем 0636.